# عجلة قيادة

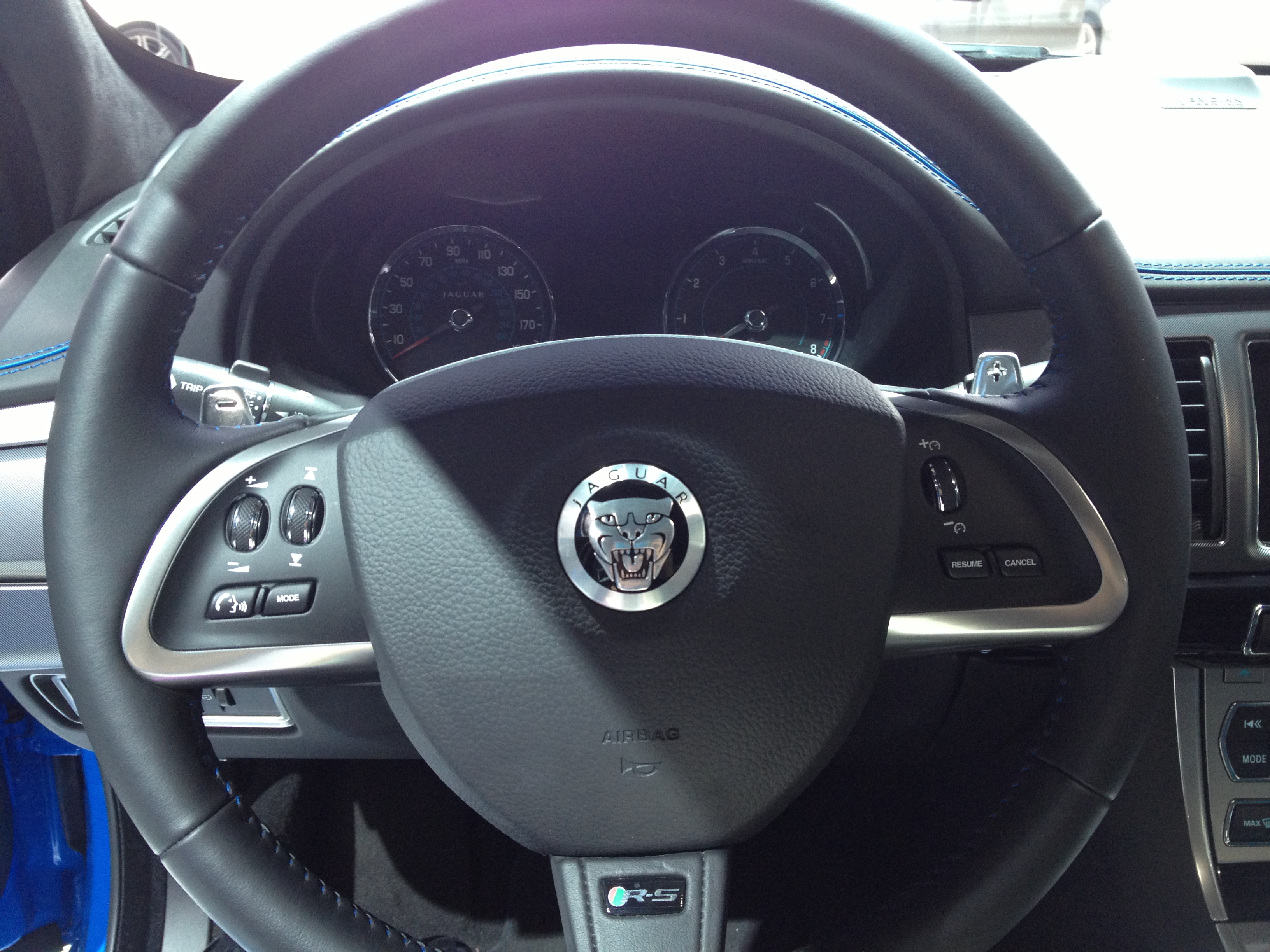
عجلة قيادة سيارة حديثة

المِقْوَد (بكسر الميم وفتح الواو) أو عجلة القيادة (بالإنجليزية: Steering wheel)‏ آلة تسمح لقائد المركبة أن يتحكم بها. تستغني عنها السيارات بدون قائد. توضع أمام مقعد قائد المركبة، والذي يكون عادة عكس جهة القيادة على الطريق (مثلا في البلاد التي يسير فيها المرور على الجهة اليمنى، تكون عجلة القيادة على يسار السيارة).